# Мъпетите 2
„Мъпетите 2“ (на английски: Muppets Most Wanted) е американска музикална криминална комедия от 2014 г. и е осмият пълнометражен филм с участието на „Мъпетите“. Филмът е режисиран от Джеймс Бобин, който е съсценарист със Никълъс Столър, филмът е продължение на „Мъпетите“ (2011) и във филма участват Рики Джървейс, Тай Бърел и Тина Фей, както и изпълнителите на „Мъпетите“ – Стийв Уитмайър, Ерик Джейкъбсън, Дейв Гоелз, Бил Барета, Дейвид Рудман, Мат Вогел и Питър Линц. Във филма Мъпетите участват в международна криминална бъркотия, докато са на световно турне в Европа.
Заедно със сценариста Джейсън Сийгъл, мнозинството на производствения екип зад „Мъпетите“ се завърнаха за „Мъпетите 2“, който включва Бобин, Столър и продуцентите Дейвид Хобърман и Тод Лийбърман. Брет Маккензи и Кристоф Бек се завърнаха да композират съответно песните и музиката във филма. Снимките се осъществяват през януари 2013 г. от Pinewood Studios в Бъкингамшър, Англия.
Премиерата на филма се състои в Театър „Ел Капитан“, Лос Анджелис на 11 март 2014 г., и е пуснат в Северна Америка на 21 март 2014 г. от Уолт Дисни Студиос Моушън Пикчърс. Филмът се посвещава на един от изпълнителите на „Мъпетите“ – Джери Нелсън, който умира по време на продукцията, и Джейн Хенсън, която почина два месеца в продукцията. Това е последния филм на „Мъпетите“, който включва Уитмайър преди уволнението му за ролята на Кърмит и другите герои през 2016 г.

## Актьорски състав
| Актьор        | Роля                    |
| ------------- | ----------------------- |
| Рики Джървейс | Доминик Бедгай / Лемура |
| Тай Бърел     | Жан Пиер Наполеон       |
| Тина Фей      | Надя                    |

| Актьор          | Роля |
| --------------- | --- |
| Стийв Уитмайър  | Кърмит Жабока Фу-Фу Стотлър Бийкър Липс Ризо Плъха Линк Хогтроб Новинарят                                        |
| Ерик Джейкъбсън | Мис Пиги Фози Мечока Сам Орела Животното                                                                         |
| Дейвид Гоелз    | Великият Гонзо Доктор Бънсен Хонидю Зут Уолдфорф                                                                 |
| Бил Барета      | Пепе Кучето Роулф Доктор Зъб Шведския готвач Бобо Мечока Карл Бебе Бос Карло Фламинго                            |
| Дейвид Рудман   | Скутър Джанис Мис Пуги Найджъл Боби Бенсън Уейн                                                                  |
| Мат Вогел       | Константин Флойд Пепър Суийтъмс Попс Робин Жабока Лю Зийланд Лудия Хари Ретро Робот Кокошката Камила Чичо Дийдли |
| Питър Линц      | Уолтър Маноло Фламинго                                                                                           |

### Гост звезди
- Тони Бенет
- Лейди Гага
- Салма Хайек
- Сърша Ронан[11]
- Кристоф Валц[12]
- Джемейн Клемънт
- Дани Трехо[13]
- Хорнсуогъл[14]
- Рей Лиота[15]
- Том Хидълстън[16]
- Джош Гробан
- Стенли Тучи
- Джеймс Макавой
- Клоуи Грейс Морец
- Миранда Ричардсън
- Ръсел Тови
- Маккензи Крук
- Тоби Джоунс
- Роб Кордри
- Хю Боневил
- Шон Комбс[17]
- Селин Дион[18]
- Зак Галифианакис[19]
- Франк Лангела[20]
- Рос Линч[21]
- Тил Швайгер[22]
- Ъшър[23]

## Музика
Музиката на „Мъпетите 2“ е композирана от Кристоф Бек, с допълнителни песни, написани от Брет Маккензи. Саундтрак албума е пуснат от Уолт Дисни Рекърдс на 18 март 2014 г. Включва шест оригинални песни от Маккензи както и презаписи от съвременна музика и миналите песни на „Мъпетите“, включително „На хубавия син Дунав“ от „Мъпетите превземат Манхатън“. Разделеният албум, който съдържа музиката на Бек, е пуснат от Уолт Дисни Рекърдс и Интрада Рекърдс на 15 април 2014 г.

## Пускане
Световната премиера на филма се проведе на 11 април 2014 г. от Театър „Ел Капитан“ във Холивуд. Филмът е театрално пуснат от Съединените щати на 21 март и във Великобритания на 28 март 2014 г.

## В България
В България филмът е излъчен първоначално по HBO през 2015 г.
На 26 декември 2017 г. е излъчен и по NOVA.
Дублажи
| Озвучаващи артисти | Златина Тасева Елена Бойчева Явор Караиванов Петър Бонев Стефан Стефанов |

| Озвучаващи артисти  | Даниела Йорданова Елисавета Господинова Симеон Владов Здравко Методиев Георги Георгиев-Гого Васил Бинев |
| Преводач            | Йорданка Василева                                                                                       |
| Тонрежисьор         | Димитър Кукушев                                                                                         |
| Режисьор на дублажа | Димитър Кръстев                                                                                         |